# 에이노 펜틸라
에이노 펜틸라(핀란드어: Eino Penttilä 1906년 8월 27일 ~ 1982년 11월 24일)는 핀란드의 창던지기 선수로 1932년 로스앤젤레스 올림픽 때 팀 동료 선수 마티 야르비넨과 마티 시팔라에 뒤져서 동메달을 획득했다.
펜틸라는 크로스 컨트리 선수이자 사격 선수였고, 15세 때 창던지기로 전향했다. 그는 1926년부터 1928년 사이에 전국 선수권 대회에서 우승했고, 1927년 10월에 세계 신기록을 세웠다.
그는 1928년 암스테르담 올림픽에 출전하여 우승 후보로 보였지만, 팔꿈치 부상으로 6위에 머물렀다. 그후에 그는 국내 대회에서 마티 야르비넨에게 패하였고, 로스앤젤레스 올림픽에서 3위를 하였다.
그는 오랜 부상으로 1936년에 은퇴했다.

## 참조
1. ↑  에이노 펜틸라 보관됨 2013-02-02 - 웨이백 머신. sports-reference.com
2. ↑  에이노 펜틸라 보관됨 2016-03-05 - 웨이백 머신. trackfield.brinkster.net